# Herophanes von Troizen
Herophanes von Troizen (altgriechisch Ἡροφάνης ὁ Τροιζήνιος) war ein Gelehrter aus der antiken griechischen Stadt Troizen. Er lebte vermutlich während der römischen Kaiserzeit zwischen 27 v. Chr. und 180 n. Chr.
Herophanes wird nur an einer Stelle im Werk des Pausanias erwähnt. Dieser schreibt, dass Herophanes vermutete, Europs, der Vater des Hermion, sei nur ein unehelicher Sohn des Phoroneus gewesen. Dies folgerte Herophanes aus der Erbfolge nach dem Tod des Phoroneus. Als dessen Sohn und Nachfolger Apis, König von Argos, kinderlos starb, wurde nämlich Argos König. Er war aber der Sohn der Phoroneustochter Niobe und Neffe des Apis. Somit wurden Europs als Bruder oder dessen Sohn Hermion in der Erbfolge übergangen. Pausanias widersprach jedoch dieser Sichtweise, schließlich galt Argos als Sohn des Zeus und war somit göttlicher Abstammung.